# Diocesi di Marazane Regie
La diocesi di Marazane Regie (in latino Dioecesis Marazanensis Regiorum) è una sede soppressa e sede titolare della Chiesa cattolica.

## Storia
Marazane Regie, identificabile con Aïn-Mezouna nell'odierna Tunisia, è un'antica sede episcopale della provincia romana di Bizacena.
Unico vescovo attribuibile a questa sede è il donatista Felice, che prese parte alla conferenza di Cartagine del 411, che vide riuniti assieme i vescovi cattolici e donatisti dell'Africa romana; la sede non aveva vescovi cattolici.
Dal 1933 Marazane Regie è annoverata tra le sedi vescovili titolari della Chiesa cattolica; dal 10 aprile 1976 il vescovo titolare è Juan José Larrañeta Olleta, O.P., già vicario apostolico di Puerto Maldonado.

## Cronotassi

### Vescovi residenti
- Felice † (menzionato nel 411) (vescovo donatista)

### Vescovi titolari
- Domenico Petroni † (5 ottobre 1966 - 30 novembre 1970 dimesso)
- Agapito Simeoni † (24 aprile 1972 - 9 maggio 1974 nominato vescovo di Ariano e di Lacedonia)
- Juan José Larrañeta Olleta, O.P., dal 10 aprile 1976